# Sojus T-12
Sojus T-12 ist die Missionsbezeichnung für den am 17. Juli 1984 gestarteten Flug eines sowjetischen Sojus-Raumschiffs zur sowjetischen Raumstation Saljut 7. Es war der siebte Besuch eines Sojus-Raumschiffs bei dieser Raumstation und der 73. Flug im sowjetischen Sojusprogramm. Als vierte Besuchsmannschaft trug die Mission die Bezeichnung Saljut 7 EP-4.

## Besatzung

### Hauptbesatzung
- Wladimir Alexandrowitsch Dschanibekow (4. Raumflug), Kommandant
- Swetlana Jewgenjewna Sawizkaja (2. Raumflug), Bordingenieurin
- Igor Petrowitsch Wolk (1. Raumflug), Forschungskosmonaut

Dschanibekow setzte mit seinem vierten Raumflug eine neue Rekordmarke für sowjetische Raumfahrer. Vor ihm hatten schon vier US-Astronauten (Lovell, Young, Conrad und Stafford) diese Schwelle erreicht. Sawizkaja hatte zwei Jahre zuvor ihren ersten Raumflug gemacht und war damit die zweite Frau im Weltall gewesen. Sowohl für Dschanibekow als auch für Sawizkaja war es jeweils der zweite Besuch auf Saljut 7. Wolk war als Pilot für den zukünftigen Raumgleiter Buran vorgesehen.

### Ersatzmannschaft
- Wladimir Wladimirowitsch Wasjutin, Kommandant
- Jekaterina Alexandrowna Iwanowa, Bordingenieurin
- Wiktor Petrowitsch Sawinych, Forschungskosmonaut

## Missionsverlauf

### Start und Ankopplung
Der Start erfolgte am 17. Juli 1984. Während der Annäherungsphase an Saljut 7 wurden die Telemetrie-Daten des Sojus-Raumschiffs erstmals nicht nur an die Bodenstation, sondern auch direkt an die Raumstation übermittelt. Außerdem war es das erste Mal, dass ein mit drei Personen besetztes Sojus-T-Raumschiff an eine Raumstation ankoppelte, ohne dass deren Umlaufbahn vorher abgesenkt wurde.
An Bord von Saljut 7 wurden die drei Kosmonauten von der dritten Langzeitbesatzung (Saljut 7 EO-3) begrüßt: Kommandant Kisim, Bordingenieur Solowjow und Bordarzt Atkow.

### Experimente
Im Laufe der Woche wurden viele Experimente aus unterschiedlichen Fachbereichen durchgeführt. In der wissenschaftlichen Luftschleuse wurden Materialproben bis zu 40 Stunden dem Vakuum und der direkten Sonneneinstrahlung ausgesetzt und anschließend abgekühlt. Mit dem Photometer EFO-1 wurden die oberen Schichten der Erdatmosphäre untersucht. Die unmittelbare Umgebung der Raumstation konnte mit der Kamera Astra-1 auf Gase und Partikel untersucht werden. Routinemäßig wurden auch Proben der Atemluft entnommen, um sie auf der Erde analysieren zu lassen.
Wolk war Testperson für die Untersuchung, wie sich die Schwerelosigkeit auf die Flugfähigkeit von Piloten auswirkt. Bei ihm wurde die Anpassung an die Schwerelosigkeit absichtlich behindert und verzögert, außerdem betrieb er weniger Sport als seine Mannschaftskameraden.

### Weltraumausstieg
Dschanibekow und Sawizkaja führten am 25. Juli einen Weltraumausstieg durch, um neue Werkzeuge und Verfahren zu testen. Zuerst blieb Dschanibekow in der Luftschleuse und filmte Sawizkajas Ausstieg. Sie testete ein Multifunktionsgerät zur Materialbearbeitung im Vakuum. Das Gerät bestand aus einer großen Basiseinheit sowie einem mit Kabeln verbundenen Handgerät, ähnlich einer doppelläufigen Signalpistole.
Der eine Lauf diente zum Schneiden und Elektronenstrahlschweißen. Sawizkaja benutzte Titan und Edelstahl von einem halben Millimeter Dicke zur Bearbeitung, als Lot diente Zinn und Blei. Mit dem anderen Lauf konnte Material beschichtet werden. Sawizkaja nutzte dies, um auf Aluminium eine Silberschicht aufzusprühen. Die Temperatur des Materials maß sie mit einem kontaktlosen Infrarot-Thermometer.
Nachdem Sawizkaja diese Arbeiten durchgeführt hatte, tauschte sie die Plätze mit Dschanibekow. Später entnahmen sie Proben des Experiments Expositsija, um sie zur Erde zurückzubringen. Nach 3,5 Stunden war der Weltraumausstieg beendet.
Dies war der erste Weltraumausstieg einer Frau. Die USA zogen drei Monate später nach, als Kathy Sullivan bei der Mission STS-41-G das Space Shuttle verließ.
Es war im Gespräch gewesen, dass Dschanibekow und Sawizkaja auch die abschließenden Außenarbeiten an der gerissenen Treibstoffleitung durchführen sollten. Kisim und Solowjow hatten in vier Ausstiegen eine neue Leitung gelegt, aber die alte war noch nicht vollständig abgeklemmt, weil ihnen das Werkzeug dazu gefehlt hatte. Dschanibekow und Sawizkaja hatten die notwendige Ausrüstung und auch das Training, aber Kisim und Solowjow bestanden darauf, dass sie selbst die begonnene Reparatur abschließen sollten. So wiesen Dschanibekow und Sawizkaja die Stammbesatzung mit Videosimulationen in die notwendigen Arbeiten ein.

### Abkopplung und Landung
Diese Kurzzeitmission war nicht für einen Raumschifftausch geplant, deshalb konnten Dschanibekow, Sawizkaja und Wolk mit dem gleichen Raumschiff zur Erde zurückkehren. Vor der Abkopplung wurde die Umlaufbahn der Saljut-Raumstation mit den Triebwerken der Sojus angehoben. Die Landung erfolgte am 29. Juli. Schon kurz nach der Landung wurde Wolks Flugtauglichkeit untersucht.